# 蒙古民主运动党
蒙古民主运动党是蒙古国的一个政党。

## 沿革
蒙古民主运动党成立于2008年2月1日，该党主席为Т.敖云娜（T. Oynaa）。该党是蒙古国一个很小的党派，政治影响力弱。在2012年国家大呼拉尔选举中，共有11个政党和2个政党联盟参选。最终有3个政党和1个政党联盟获得国家大呼拉尔席位。该党则未参选。